# Yago Veloz
Yago Veloz, explorador galáctico fue una serie de historietas de humor creada por Adolfo Buylla para la revista "Trinca" entre 1972 y 1974. Su autor había mostrado su vena cómica previamente en El superdotado, para "Gaceta Junior".

## Trayectoria editorial
Se inicia en el número 23 de "Trinca" y sigue hasta la casi desaparición de la revista (n° 62). 
Hay varias recopilaciones de las historias publicadas en álbum en varias ocasiones:
- Doncel editó uno de estos álbumes como número 35 de la colección Trinca en 1977.
- Antonio S. Román en la colección Revival en 1981.

## Características
Yago Veloz no solo parodia el nombre de Diego Valor, sino que también es una caricatura de su inspirador remoto: el aventurero sideral por excelencia, Flash Gordon. La monogamia de Gordon es sustituida por una irresistible atracción por el sexo femenino; pistolas láser y espadas desaparecen de sus manos y su habilidad para salvar todos los peligros se reduce a una tremenda dosis de buena suerte. Yago Veloz, como Superdotado anteriormente, es un verdadero antihéroe, la antítesis de su inspirador. En estas parodias, pone en boca de los personajes expresiones y giros trasnochados además de adaptar los nombres a la fonética castellana, creando con ellos parte de los "gags".

## Valoración
Buylla muestra en Yago Veloz su dominio de los resortes de la comedia, con variedad de expresiones faciales, así como una gran belleza plástica.